# 加拿大威尔逊森莺
加拿大威尔逊森莺（学名：Cardellina canadensis）为雀形目森莺科下的一个鸟种, 分布于美洲
。其种加词“canadensis”意为“加拿大的”。